# Sura rufitibia
Sura rufitibia là một loài bướm đêm thuộc họ Sesiidae. Nó được biết đến ở Nigeria.